# Кванг Нгај
Кванг Нгај (виј. Quảng Ngãi) је град у Вијетнаму у покрајини Quang Ngai. Према резултатима пописа 2009. у граду је живело 134.400 становника.